# Harold Bell
Pour les articles homonymes, voir Bell.
Harold Bell est un footballeur anglais, né le 22 novembre 1924 à Liverpool, Angleterre et décédé en 1994, dans l'année de ses 70 ans.

## Biographie
Il reste célèbre pour être le détenteur du record de 401 matches consécutifs joués en Football League, sans en manquer un seul, série à laquelle il faut ajouter 26 matches de FA Cup, 22 matches de Liverpool Senior Cup et 10 matches de Cheshire Bowl, ce qui fait un total de 459 matches consécutifs. Il devance Dave Beasant avec 394 matches et Phil Neal avec 366 matches.
Passant toute sa carrière professionnelle, soit 13 saisons, à Tranmere Rovers, il joue un total de 633 matches pour le club, dont 595 de Football League.
En 1959, il met un terme à sa carrière professionnelle, et joue pour le club amateur d'Holyhead Town.